# Hac via itur ad astra
 Hac via itur ad astra  лат. (изговор:хак вија итур ад астра). Овуда (овим путем) иде се до звијезда. 

## Поријекло изреке
Није познато ко  је ову мисао изрекао.

## Значење
Звијезде су појам удаљености. Доћи до њих? !  Само са муком.  Тако и до славе. 

## Исто другачије
Per aspera ad astra лат. (изговор: пер аспера ад астра) "Кроз трње до звијезда, или
 Per angusta ad augustaлат. (изговор: пер ангуста ад аугуста) "Кроз уске (путеве) до узвишених мијеста.